# Albudeca
L'albudeca (Citrullus afer) és un parent de la síndria, també dit Citrullus lanatus var. citroides i Citrullus amarus. És de la família de les cucurbitàcies que conté diverses carabasses, melons, i carabassetes. La seva fruita té una carn blanca dura, la qual cosa fa que sigui poc consumida crua, més sovint és confitada o utilitzada per a fer conserves de fruita, i per a alimentar el bestiar. És especialment útil per a fer conserves de fruita, perquè té un contingut en pectina alt. A Catalunya també es coneix com a síndria de confitura, carbassa sindriera o Síndria de Can Vilar.

## Història

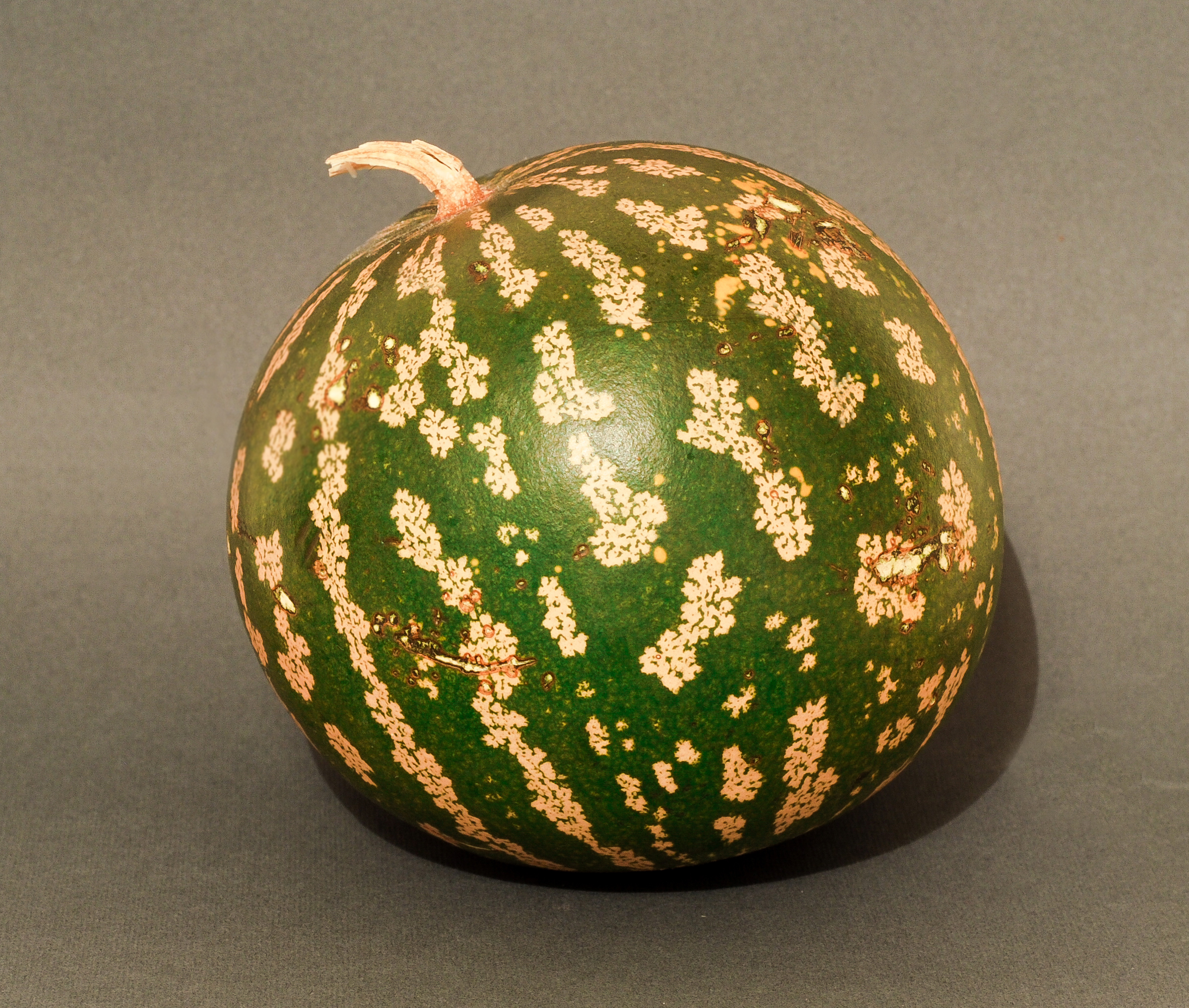
Albudeca

L'albudeca és nadiua de l'Àfrica, probablement el desert del Kalahari, on encara creix abundantment. El temps i el lloc de la seva primera domesticació és desconegut, però apareix que es conreava en l'Egipte antic fa almenys quatre mil anys. La paraula albudeca procedeix de l'àrab hispànic albaṭṭíẖa, la qual al seu torn procedeix de l'àrab clàssic biṭṭāẖah.
És cultivat com a aliment a l'Àfrica, especialment en regions seques o de desert, incloent-hi Sud-àfrica. En algunes zones, és fins i tot utilitzat com a font d'aigua durant temporades seques.
Avui, no n'hi ha pas solament a l'Àfrica, ans també s'ha domesticat pertot arreu. És conegut en els estats de les Grans Planes del sud dels EUA com a pine melon (meló de pinya), així com citron melon (meló de llimona).
Ha esdevingut una espècie silvestre, que creix pertot arreu, en regions com el Mèxic occidental.

## Característiques

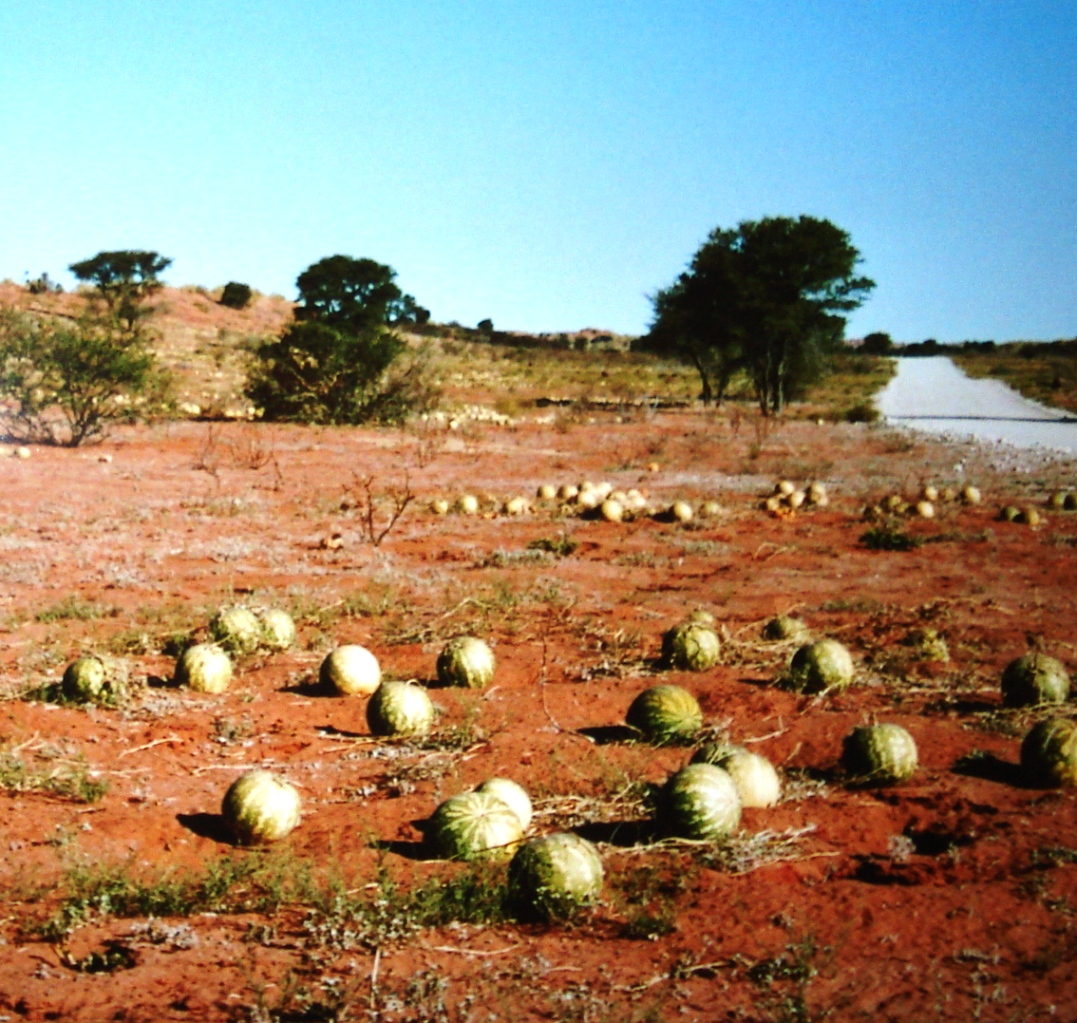
Albudeques en el desert del Kalahari

La fruita d'aquesta planta s'assembla a la més moderna síndria domesticada, llevat que és més petita i més esferoide. La carn del meló és més blanquinosa i densa, i molt més forta en sabor que la de la síndria domesticada vermella. Si bé algunes persones en mengen de crues, és més sovint cuinada o preparada d'una altra manera.
Les fulles de l'albudeca són palmades als primers temps de creixença, i profundament lobades en llur desenvolupament més tardà. Tenen una textura aspra i una venació blanca visible blanca.
Unes flors solitàries amb pètals grossos i grocs de prop de 2 a 10 mil·límetres repartits a l'atzar formen molts fruits amb llavors d'una color verda lleugerament bigarrada, amb un patró verd fosc.